# Chapala
Chapala is een stad de Mexicaanse deelstaat Jalisco, gelegen aan de noordelijke oever van het Chapalameer. Het is de hoofdstad van de gemeente Chapala en heeft zo'n 21.596 inwoners (census 2010).
De naam Chapala is waarschijnlijk afkomstig van Chapalac, de laatste regionale inheemse leider voor de verovering van de Spanjaarden. In 1864 werd Chapala tot stad verheven. Tegenwoordig is Chapala een populaire bestemming voor toeristen, voornamelijk uit het nabijlegegen Guadalajara en uit Noord-Amerika.